# ألدايير
ألدايير سانتوس دو ناسيمينتو (بالبرتغالية: Aldair Nascimento dos Santos) من مواليد 30 نوفمبر 1965 في ايليوس، لاعب كرة قدم برازيلي سابق كان يلعب في مركز الدفاع، و‌هو أحد اللاعبين الفائزين ب‍كأس العالم 1994 مع منتخب البرازيل.
بدأ ألدايير مسيرته مع كرة القدم في عام 1985 مع نادي فلامنغو، حيث لعب لهم لمدة أربعة مواسم، شارك خلالها في 185 مباراة وسجل 11 هدف، وفي موسم 1989/1990 إنضم إلى نادي بنفيكا البرتغالي، ولعب معهم 22 مباراة وسجل 5 أهداف، وفي عام 1990 إنضم إلى نادي روما الإيطالي لصبح من أساطير نادي العاصمة الإيطالية، فقد لعب معهم 415 مباراة وسجل فيها 20 هدف، ولعب لهم لمدة 14 سنه (1990-2004)، ، 2004 لعب ألدايير لنادي جنوى فترة قصيرة ثم اعتزل كرة القدم.
و كان ألدايير قد شارك مع منتخب البرازيل لكرة القدم في 93 مباراة وسجل خلالها 4 أهداف، وكان أحد اللاعبين الفائزين في كأس العالم لكرة القدم 1994، وقد شارك في كأس العالم ثلاثة مرات في أعوام 1990 و1994 و1998، وفاز بلقب كوبا أميركا مرتين في عام 1989 و1997، وحصل على الميدالية البرونزية في أولمبياد 1996.

## روابط خارجية
- ألدايير على موقع الاتحاد الدولي (مؤرشف)  (الإنجليزية)
- ألدايير على موقع قاعدة بيانات كرة القدم.إي يو (الإنجليزية)
- ألدايير على موقع ليكيب (الفرنسية)
- ألدايير على موقع ناشيونال فوتبول تيمز (الإنجليزية)
- ألدايير على موقع Soccerbase.com (لاعب) (الإنجليزية)
- ألدايير على موقع Soccerway.com (الإنجليزية)
- ألدايير على موقع عالم كرة القدم.نت (الإنجليزية)
- ألدايير على موقع كووورة
- ألدايير على موقع اللجنة الأولمبية الدولية (الإنجليزية)
- ألدايير على موقع أوليمبيديا (الإنجليزية)